# شبيه المخدرات
العقار هو مفهوم نوعي يستخدم في تصميم العقاقير لكيفية «العقار» للمادة فيما يتعلق بعوامل مثل التوافر الحيوي. وهو يقدر من التركيب الجزيئي قبل حتى توليف المادة واختبارها. الجزيء الدوائي له خصائص مثل:
إن الذوبان في كل من الماء والدهون، كدواء يدار عن طريق الفم يحتاج إلى المرور من خلال بطانة الأمعاء بعد استهلاكه، يتم حمله في الدم المائي واختراق الغشاء الخلوي الدهني للوصول إلى داخل الخلية. وهناك مركب نموذجي للغشاء الخلوي الليفوفيلي هو 1-أوكتانول (هيدروكربون ليفوفيلي)، وعلى هذا فإن اللوغاريتم من معامل تقسيم الأوكتانول إلى الماء، المعروف باسم لوج بي، يستخدم للتنبؤ بقابلية الدواء الكحولي المحتمل للذوبان. ويمكن قياس هذا المعامل تجريبيا أو التنبؤ به حسابيا، وفي هذه الحالة يسمى أحيانا "CLOgP".
القوة في الهدف البيولوجي. إن القوة العالية (القيمة العالية pIC50) تشكل سمة مرغوبة في المرشحين للعقاقير، وذلك لأنها تقلل من خطر الإصابة بعلم الأدوية غير المحدد وغير المستهدف بتركيز معين. وعندما يقترن ذلك بانخفاض درجة التخليص، فإن الفعالية العالية تسمح أيضا بانخفاض الجرعة الكلية، مما يقلل من خطر حدوث ردود فعل عقارية شاذة [1] [2].
كفاءة الرابط وكفاءة الليف.
الوزن الجزيئي: كلما كان أقل كلما كان ذلك أفضل، لأن الانتشار يتأثر بشكل مباشر. [والاستشهاد مطلوب] والغالبية العظمى من الأدوية في السوق لديها أوزان جزيئية بين 200 و600 دالتون، وخاصة أقل من 500 ؛ [3] [4] تنتمي إلى مجموعة الجزيئات الصغيرة.
وتتمثل إحدى الطرق التقليدية لتقييم طبيعة الدواء في التحقق من امتثال قاعدة ليبينسكي الخمسة، التي تغطي أعداد المجموعات الهيدروفيلية، والوزن الجزيئي، والرطوبة المائية.
وبما أن الدواء ينتقل في وسائط مائية مثل الدم والسائل داخل الخلايا، فلابد وأن يكون قابلاً للذوبان في الماء بالمعنى المطلق (أي لابد وأن يكون له الحد الأدنى من الذوبان الكيميائي حتى يكون فعالاً). ويمكن تقدير قابلية الذوبان في الماء من عدد مانحي الرابطة الهيدروجينية مقابل الألكيل الجانبي في الجزيء. ويترجم انخفاض قابلية الماء للذوبان إلى بطء الامتصاص والعمل. ومن ناحية أخرى، يؤدي عدد كبير جدا من متبرعي الرابطة الهيدروجينية إلى انخفاض قابلية الدهون للذوبان، بحيث لا يستطيع الدواء اختراق غشاء الخلية للوصول إلى داخل الخلية.
واستنادا إلى تعريف واحد، فإن الجزيء الشبيه بالعقاقير له لوغاريتم من معامل التقسيم (log P) بين -0.4 و 5.6، والوزن الجزيئي 160-480 غ/مول، وإعادة نشاط المولار من 40-130، وهو متصل بحجم الجزيء ووزنه الجزيئي وله 20-70 ذرة [5].
وتؤثر الهياكل الفرعية ذات الخصائص السمية أو المطفرة أو التيراتوجينية المعروفة على فائدة الجزيء المصمم. ومع ذلك، العديد من السموم لها دواء جيد. وتستخدم السموم الطبيعية في البحوث الدوائية لمعرفة آلية عملها، وإذا كان من الممكن استغلالها لأغراض مفيدة. وتميل مركبات الألكايلنيترو إلى أن تكون مثارة للإزعاج، ومقبلات مايكل، مثل الإينونات، هي عوامل ملتوية للألكايلين، وبالتالي يمكن أن تكون مثارة ومسببة للسرطان [6].
ومؤشرات الأدوية هي أدوات محدودة بطبيعتها. ويمكن تقدير الدواء لأي جزيء، ولا يقيم التأثير المحدد الفعلي الذي يحققه الدواء (النشاط البيولوجي). إن القواعد البسيطة ليست دقيقة دوماً وقد تحد بلا داع من الحيز الكيميائي للبحث: فالعديد من الأدوية الأفضل مبيعاً تتمتع بخصائص تجعلها تتدنى على مختلف المؤشرات الدوائية. وعلاوة على ذلك، فإن عملية الأيض التي تمر أولاً، والتي تتسم بالانتقائية الحيوية، من الممكن أن تدمر النشاط الدوائي للمركب على الرغم من جودة الأدوية الدوائية.
الدواء غير مهم لمعظم علم الأحياء، لأنها عادة ما تكون بروتينات تحتاج إلى حقن، لأن البروتينات تهضم إذا أكلت.